# Longing-Halbinsel
Die Longing-Halbinsel ist eine rund 14 km lange Halbinsel im nördlichsten Abschnitt der Nordenskjöld-Küste des Grahamlands auf der Antarktischen Halbinsel. Die Halbinsel ragt ins Weddell-Meer und trennt dort das Larsen Inlet vom Prinz-Gustav-Kanal. Die Halbinsel endet seewärts mit dem Kap Longing (in Argentinien Cabo Deseo von spanisch deseo ‚Wunsch‘, 64° 33′ S, 58° 49′ W), das den nördlichen Abschluss der Nordenskjöld-Küste bildet. An der Basis der Halbinsel liegt das Longing Gap, hinter dem sich nach Norden die Trinity-Halbinsel anschließt.
Entdeckt, grob kartiert und als Längstans Udde (schwedisch, wörtlich übersetzt Kap der Sehnsucht) benannt wurde die Halbinsel von der Schwedischen Antarktisexpedition (1901–1903) unter der Leitung Otto Nordenskjölds. Das UK Antarctic Place-Names Committee nahm nach Vermessungen durch den British Antarctic Survey von 1987 bis 1988 eine Umbenennung unter Beibehaltung des ursprünglichen Wortsinns vor, um der eigentlichen Natur dieses geographischen Objekts zu entsprechen.